# Karburátor
Karburátor (zastarale zplynovač podle německého Vergaser) je součást zážehového spalovacího motoru, v níž dochází k přípravě zápalné směsi benzínu a vzduchu v potřebném množství a v potřebném poměru vzduchu a benzínu podle zatížení motoru a jeho otáček. Hlavním úkolem karburátoru je dávkování a jemné rozprášení benzínu do proudu vzduchu nasávaného do spalovacího prostoru motoru.
Princip karburátoru vynalezl v roce 1893 Karl Maybach. (Poprvé se o jednoduchý karburátor pokusil mezi lety 1862–1863 belgický vynálezce Étienne Lenoir u plynového motoru vlastní konstrukce. V tomto případě nešlo ještě o benzínový motor.)
Karburátor je nepřesné zařízení, proto se s příchodem emisních limitů pro osobní automobily od jeho používání upustilo (v EU bylo implementací emisních norem po roce 1992 jeho použití de-facto znemožněno) a přešlo se na mnohem přesnější elektronicky řízené vstřikování paliva.

## Základní části

Základní princip jednoduchého karburátoru

- směšovací komora
- difuzor
- plováková komora
- plovák
- odvzdušňovací ventil
- jehlový ventil
- rozprašovací trubice
- škrticí klapka

### Další části karburátoru
- zařízení pro spouštění studeného motoru (přeplavovací kolík, sytič nebo přívěra vzduchu)
- systém volnoběžných otáček
- akcelerační pumpička
- obohacovač částečného a plného zatížení
- přechodový systém
- elektromagnetický odpojovač
- mechanismus ovládání 2. stupně (mechanicky/podtlakem)

## Princip činnosti
Při nasávání směsi do motoru prochází vzduch zúžením ve tvaru nerovnoměrného oboustranného trychtýře (difuzoru), kde díky Bernoulliho jevu stoupá rychlost proudění vzduchu a snižuje se jeho tlak, čímž se přes trysku (injektor) přisává do proudícího vzduchu palivo z komory karburátoru a tříští jej na malé kapičky. Odsátím části paliva poklesne v plovákové komoře hladina a jehlový ventil mechanicky propojený s plovákem pootevře palivové potrubí, čímž se opět zvýší hladina paliva v komoře a jehlový ventil přítok dalšího paliva uzavře.

## Rozdělení karburátorů
Karburátory se dělí podle několika kritérií:
- Podle polohy směšovací komory
  - spádové – směšovací komora je umístěna vertikálně a proud vzduchu prochází shora dolů
  - horizontální – směšovací komora je umístěna vodorovně
  - šikmé – směšovací komora je umístěna šikmo a proud vzduchu prochází shora dolů
- Podle způsobu regulace množství směsi
  - se škrtící klapkou – proud směsi do spalovacího prostoru motoru je regulován otočnou klapkou
  - s šoupátkem – proud směsi do spalovacího prostoru motoru je regulován posuvným šoupátkem
- Podle počtu směšovacích komor
  - jednoduché – mají pouze jednu směšovací komoru
  - dvojité (vícenásobné) – mají dvě nebo více směšovacích komor, které se otevírají najednou
  - dvoustupňové – mají dvě nebo více směšovacích komor, které se otevírají postupně podle potřeby
  - rovnotlaké – mají měnitelný průřez difuzoru, čímž se udržuje konstantní podtlak